# Hans-Hendrik Wehding
Hans-Hendrik Wehding (* 3. Mai 1915 in Dresden; † 8. Oktober 1975 ebenda) war ein deutscher Dirigent und Komponist.

## Leben

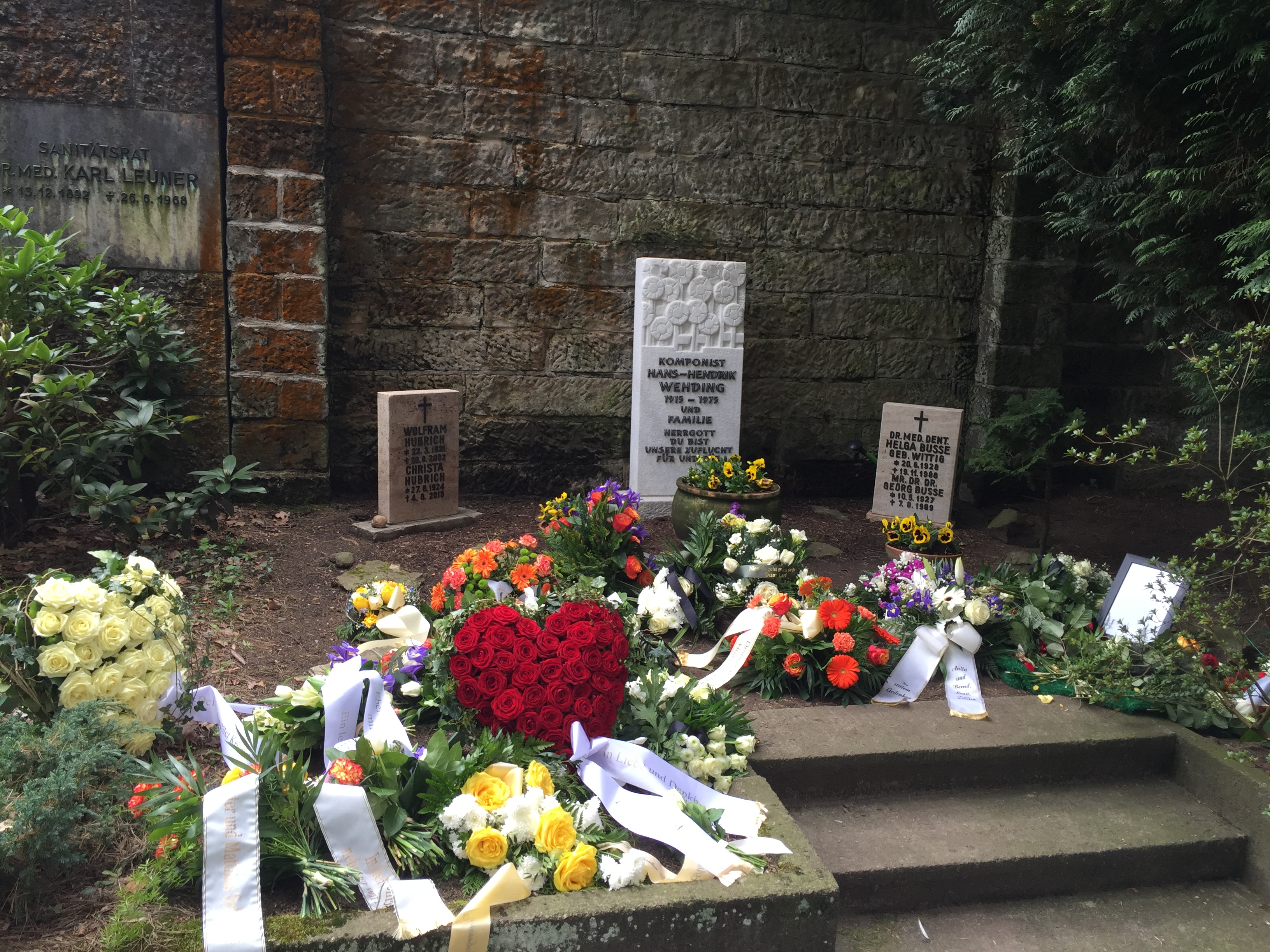
Grab von Hans-Hendrik Wehding und Eingang zur Familiengruft auf dem Waldfriedhof Dresden-Weißer Hirsch

Hans-Hendrik Wehding wurde am 3. Mai 1915 in Dresden geboren. Zum 1. März 1940 trat er der NSDAP bei. Mit seinem vielseitigen und außerordentlich umfangreichen Schaffen gehörte er zu den bemerkenswerten Persönlichkeiten des Musiklebens der DDR. Nach dem Musikstudium an der Orchesterschule der Sächsischen Staatskapelle Dresden war Wehding unter anderem als Dirigent des Großen Rundfunkorchesters und musikalischer Oberleiter der Staatsoperette Dresden beschäftigt. 
Zu seinen Werken zählen unter anderem fünf Opern, darunter die preisgekrönte Funkoper „Tandaradei“, Operetten („Heiteres Musiktheater“), Orchesterwerke, Solokonzerte, Kammermusik und Chorwerke. Mit dem Intermezzo zur Tanzpantomime „Der Goldene Pavillon“ gelang Wehding ein „Schlager“ auf dem Gebiet der gehobenen Unterhaltungsmusik. Darüber hinaus gehörte er zu den meistbeschäftigten und berühmtesten Filmkomponisten der DDR, wofür er 1956 den Heinrich-Greif-Preis I. Klasse erhielt.
Wehding verstarb am 8. Oktober 1975 in Dresden und wurde auf dem Waldfriedhof Weißer Hirsch beigesetzt. Im Jahr 2005 fanden im Stadtarchiv Dresden eine Ausstellung und eine Gedenkveranstaltung statt, um sich über Wehdings umfangreichen Nachlass zu informieren, der sich seit Ende 1999 im Besitz des Stadtarchivs befindet.

## Filmmusiken (Auswahl)
- 1951: Corinna Schmidt
- 1954: Kein Hüsung
- 1955: 52 Wochen sind ein Jahr
- 1955: Sommerliebe
- 1956: Das Traumschiff
- 1956: Treffpunkt Aimée
- 1957: Vergeßt mir meine Traudel nicht
- 1957: Das Stacheltier: Das Gesellschaftsspiel – Eine unglaubliche Geschichte oder?
- 1957: Das Stacheltier: Fridericus Rex – Elfter Teil
- 1959: Ware für Katalonien
- 1959: Bevor der Blitz einschlägt
- 1959: Reifender Sommer
- 1960: Alwin der Letzte
- 1961: Der Arzt von Bothenow
- 1961: Die Liebe und der Co-Pilot
- 1962: Die Nacht an der Autobahn (Fernsehfilm)
- 1962: Hydra – Sage und Wirklichkeit (Dokumentarfilm)
- 1963: Das Märchen vom goldenen Schützen
- 1964: Eine Ode an die Heimat
- 1964: Hugo Leichtsinn geht um
- 1965: Mußte das sein?
- 1966: Kurs liegt an
- 1969: Humboldt-Ehrungen in der DDR
- 1970: Effi Briest (Fernsehfilm)
- 1974: Leute vom Bau
- 1974: Weggefährten – Begegnungen im 25. Jahr der DDR

## Operette
- Gräfin Cosel, Operette – Musik von Hans-Hendrik Wehding – Textbuch von Karl Hoyer – Uraufführung: 29. Februar 1956, Theater Karl-Marx-Stadt

## Auszeichnungen
- 1956: Heinrich-Greif-Preis I. Klasse
- 1968: Martin-Andersen-Nexö-Kunstpreis